# Apanteles malevolus
Apanteles malevolus är en stekelart som beskrevs av Wilkinson 1929. Apanteles malevolus ingår i släktet Apanteles och familjen bracksteklar. Inga underarter finns listade i Catalogue of Life.